# El català, mare de totes les llengües
El català, mare de totes les llengües és un joc lingüístic de parèmies que utilitza una combinació de mots catalans amb caricatures fonètiques percebudes com a característiques d'una altra llengua. Pretén demostrar, humorísticament, que la generabilitat de diverses i variades llengües del món en el sistema fonològic català suposa que aquesta és la mare de totes les llengües.
Fou publicat per primera vegada dins l'almanac Lo Xanguet el 1865 signat amb un pseudònim, i reprès i ampliat el 1877 per Artur Cuyàs en La Llumanera de Nova York. En aquesta edició ja es van fixar algunes de les frases que han adquirit caràcter popular. Aquests materials foren reproduïts i ampliats posteriorment en diverses publicacions de final del segle xix i principi del segle xx.

## Lo Xanguet
En el primer exemplar de l'almanac humorístic Lo Xanguet de l'any 1865 es va publicar l'article «La llengua catalana». Està signat per Roch Binoba, probablement un pseudònim del comediògraf Albert Llanas. En la introducció explica el propòsit: «poso aquí alguns exemples per a provar que la nostra és la mare de totes les llengües». Hi mostra deu llengües, un nombre relativament reduït. Alguns exemples són mots aïllats o simples locucions, però seran usats en edicions posteriors per formular-los en frases senceres. En l'article acaba dient que espera que la futura acadèmia de la llengua universal li doni una corona de qualsevol cosa com a premi als seus esforços.
Només dues frases de Lo Xanguet es van reproduint en edicions posteriors: «elàstics blaus, saben si es tanquen si es mullen?» (alemany), «d'un buf va quedar pitof» (rus). Fou la primera publicació en definir les bases d'aquest gènere.

## La Llumanera de Nova York
El 30 d'octubre de 1877 es va publicar l'article «La mare de las llengüas» en el número 30 de La Llumanera de Nova York. No està signat però és atribuït a Artur Cuyàs i Armengol que era el director i gairebé l'únic redactor. En la introducció descarta les llengües clàssiques com a candidates a ser la mare de totes les llengües i conclou que «el català és la llengua d'on han rajat totes les altres». Explica que ja feia un temps que Lo Xanguet cità unes quantes arrels en demostració d'aquesta teoria i que es proposa continuar aquest catàleg «després d'haver escorcollat sis o set biblioteques, manifassejat set o vuit mil llibres i de socarrimar-se celles i pestanyes». Per donar una aparença erudita cita al «cèlebre filòleg Mr Klaproth» que havia mostrat una gran analogia entre certes paraules de llengües molt distants. Es tracta de l'alemany Julius Klaproth, filòleg i orientalista.
Cuyàs mostra exemples en vint-i-dues llengües, més del doble que les deu inicials de Lo Xanguet. Un dels apartats és «dialectes de l'Àfrica» sense especificar-ne els pobles. Un altre apartat especial és «tecnicisme medical» on fa parèmies de l'argot mèdic, per exemple «quan l'esbronquis no t'irritis ni t'excitis». Entre les noves llengües hi ha les clàssiques que podrien rivalitzar amb el català: llatí, sànscrit, siríac, egipci.
L'anglès té una representació notable. La revista es publicava a Nova York i Cuyàs aprofita material de l'article La llengua inglesa (1875) on feia jocs de paraules amb les similituds fonètiques amb l'anglès: «si a una noia malalteta li preguntes que duia fil? et contestarà beta» (How do you feel? - Better), «l'oncle broda a la moda» (uncle, brother, mother), «no es moquin ni es toquin» (no smoking, stocking).
Cuyàs inclou el castellà, que Lo Xanguet havia obviat, i ho fa dins dels dialectes peninsulars, una humorada més en el context de discussió de l'època sobre què són llengües i què dialectes. Per resoldre-ho, afegeix «una poesia de Lluís Roca que es pot llegir igual en català que en castellà canviant solament el so de la e i d'algunes consonants». Però sense l'ortografia arcaica i sense els castellanismes usats l'efecte perd vigència.
Una mitja dotzena de les frases de Cuyàs han passat a la tradició oral: «en quin tinter té tinta Anton?» (xinès) s'usa com a joc de paraules per la combinació tin, tan, ton; «a pi xic escala no cal, si cal, du-l'hi» (africà) se cita com frase inintel·ligible composta amb mots corrents. D'altres frases seran reproduïdes en les edicions posteriors del joc de la mare de les llengües.

## L'Esquella de la Torratxa

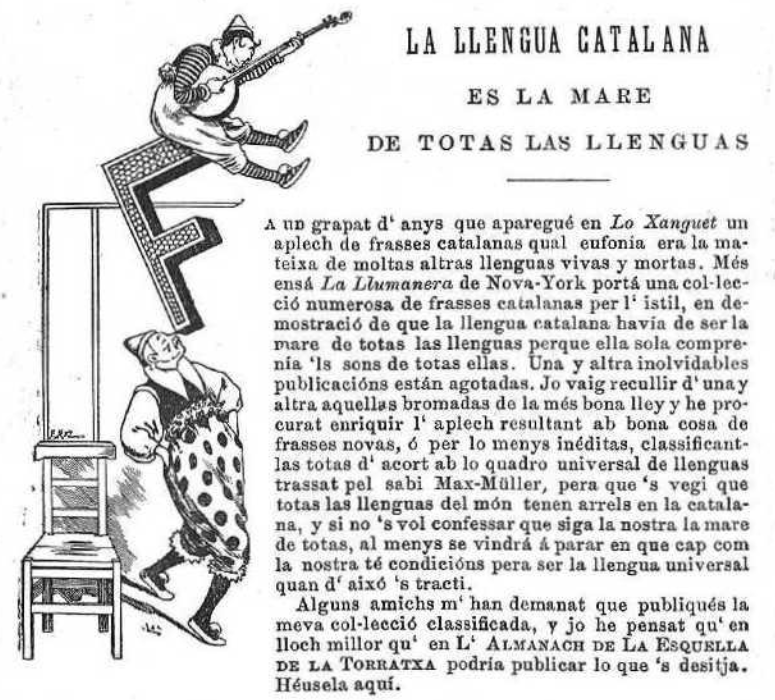
Introducció i il·lustració de caplletra en l

En l'Almanach de La Esquella de la Torratxa de l'any 1895 es va publicar l'article «La llengua catalana es la mare de totas les llenguas» signat Marramau, pseudònim d'Esteve Suñol i Gasòliba, i amb la caplletra il·lustrada per Pedro Eriz.
En la introducció diu que ha recollit bromades de Lo Xanguet i de La Llumanera de Nova York i que hi afegeix noves frases inèdites. Explica que segueix la classificació de llengües segons Max Müller, filòleg i orientalista alemany, però de fet és una barreja de conveniències i de rigor acadèmic. La classificació és en tres grups: llengües monosil·làbiques (xinès i siamès), llengües aglutinants amb la família africana, la família turaniana (turcman i sànscrit) i la família holofràstica (asteca i basc), i llengües per flexió amb la família semítica i la família indoeuropea. En total són vint-i-tres llengües. Respecte a l'edició d'Arthur Cuyàs, divideix els dialectes africans en mandinga i zulu, i hi afegeix el siamès i l'hebreu. Són en total cent frases recollint gairebé totes les de Cuyàs, excepte les dels dialectes africans i els tecnicismes mèdics, i hi afegeix una tercera part que són noves.
Aquesta edició en l'Almanac de l'Esquella de la Torratxa acabaria sent la base utilitzada en edicions posteriors.

## La Veu de Catalunya
El mateix Esteve Suñol va tornar a publicar el recull l'any 1900 en l'article «La llengua catalana al cel» a La Veu de Catalunya com a resposta a un article de la revista madrilenya Gedeón. El gener de 1900, el bisbe de Barcelona Josep Morgades i Gili havia publicat una pastoral recomanant utilitzar el català en els actes litúrgics en general. El 24 de gener el Gedeón se'n va fer ressò de forma satírica dient que el bisbe havia disposat que només se salvessin les ànimes d'aquells que parlessin català, i publicant en portada una caricatura d'un castellà a les portes del cel a qui sant Pere no li obre la porta. El 28 de gener, Esteve Suñol va publicar una rèplica dient que «no té res d'estrany la resposta de sant Pere, perquè ja d'antic se sap que la llengua catalana és la mare de totes les llengües i fins n'hi ha que diuen que és l'única que es parlava al món abans de la confusió de la Torre de Babel». Per a demostrar-ho repeteix el mateix recull de l'Almanac de l'Esquella de la Torratxa. Al final de l'article, completat en l'edició del vespre del mateix dia, diu que potser els del Gedeón hi trobin a faltar les arrels del castellà. Ho justifica dient que les eufonies, jotes recaragolades i zezeos no han arrelat en català perquè tot això prové del moro.
El 1903 Esteve Suñol va publicar el Llibre de Memòries i en l'apartat de «Notes curioses» hi va incloure «La llengua catalana al cel» de La Veu de Catalunya. En aquesta edició hi va afegir el japonès, en algunes poques llengües hi afegeix una frase nova i en d'altres en suprimeix alguna.
El 1904 la revista En Patufet va difondre l'article d'Esteve Suñol publicat en el Llibre de Memòries repartit en els números 12 (de 20 de març), 13 (de 27 de març) i 14 (de 10 d'abril).

## Opuscles

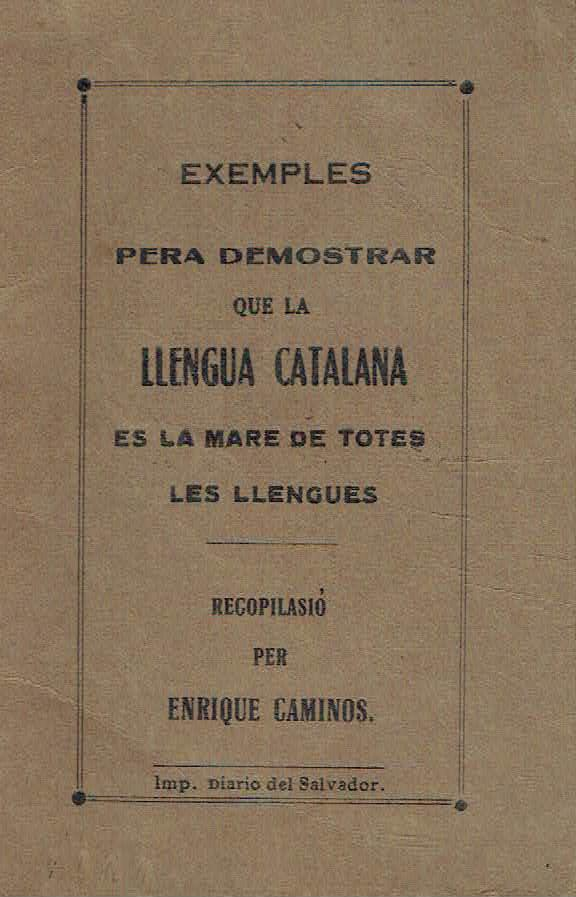
Portada d

La primera edició en un llibret és de la dècada del 1900, o potser dels primers anys de la dècada del 1910, amb el títol Exemples pera demostrar que la llengua catalana es la mare de totes les llengues. L'autor és Enrique Caminos, que no se sap si és nom real o pseudònim, i està imprès a Barcelona per la suposada impremta Diario del Salvador. Es tracta d'un opuscle de vuit pàgines que reprodueix el text d'Esteve Suñol.
L'any 1911, En Patufet va tornar a publicar-ho sota el títol «La llengua universal» i sense citar la procedència. Va suprimir la introducció i la conclusió d'Esteve Suñol i en el seu lloc hi diu simplement: «Demostració empírica del fet que la llengua catalana posseeix la fonètica més rica de totes les llengües». Es va publicar dividit en els números 308 (de 28 de gener), 369 (de 4 de febrer), 372 (de 25 de febrer), 373 (de 4 de març) i 376 (de 24 de març).
El 1913 es va publicar a Buenos Aires El idioma catalán considerado como origen de todas las lenguas. Està signat pel Doctor W. Birnbaum, un pseudònim de J. Parera provinent d'una família de llibreters barcelonins i establert a Buenos Aires. El llibre era regalat per la impremta Linotipia Dinámica als seus clients. Està escrit en castellà, excepte les frases que recopila de la versió d'Enrique Caminos, encara que en la introducció ho atribueix a Artur Cuyàs de La Llumanera de Nova York.
El 1928, Joan Amades va dir que no publicava cap exemple d'aquesta mena per no considerar-los de prou popularitat ni prou consagrats. A més, posa en dubte l'autoria d'Artur Cuyàs perquè en aquests casos és difícil saber si són obra d'autor o bé un recull popular.
En la dècada del 1940 es va publicar El català, pare de totes les llengües. És un opuscle de dotze pàgines editat com a obsequi als clients de Fills de R. Ferrer, Fàbrica de Sobres, de Barcelona. Que en el títol hi digués pare i no pas mare es devia al fet que la censura el va autoritzar amb aquesta condició. Segons els amos de la botiga el censor de torn va dir que «de mare només n'hi ha una i que és la Mare Pàtria».
El gener de 1945 va aparèixer en el Noticiari Català publicat a Santiago de Xile, l'article «La Llengua Catalana és la mare de totes les llengües». Està signat Secretari Mussol, suposadament el director Fredreric Margarit i Pascual. Reprodueix el text d'Esteve Suñol publicat a L'Esquella de la Torratxa.
En la dècada del 1920 o del 1930, la Llibreria Editorial Millà va començar a publicar El català, mare de totes les llengües, que van reprendre el 1950. La introducció, signada amb les inicials d'Àngel Millà, refon el text original d'Esteve Suñol publicat a L'Esquella de la Torratxa. El llibret inclou també altres textos amb el subtítol Entrebancs i jocs de paraules humorístics. La darrera edició de 1979 publicada en la col·lecció Biblioteca Popular es considera la versió clàssica.
El llibre Què t'empatolles? de 1997, d'un total de 365 embarbussaments n'hi inclou vint provinents de la mare de totes les llengües, dotze publicats originalment per Artur Cuyàs i vuit per Esteve Suñol.

## Metalingüística
La caricatura lingüística usada depèn del sistema cultural català. Les llengües més properes tenen un cert grau d'intel·ligibilitat per un català semiculte, en d'altres es limita als topònims o a la repetició de morfemes percebuts com a característics.
El xinès es caricaturitza per la repetició de timbres aguts amb estructures monosil·làbiques consistents en obertures alveolars i codes nasalitzades (per exemple «tinc tanta sang que a les cinc tinc son»). La classificació del xinès, del japonès i del siamès (de l'antiga Siam, actualment tai) com a llengües monosil·làbiques, en contrast amb altres classificacions científiques com les llengües aglutinants, és una altra caricatura metalingüística. Pròpiament són llengües aïllants i la seva caricatura com a monosil·làbiques enllaça amb la tradició popular catalana d'obres construïdes usant només monosíl·labs.
En el grup de llengües africanes, un continent força desconegut al segle xix, s'evoca el primitivisme amb embarbussaments i jocs de paraules del folklore infantil.
S'utilitza l'onomàstica com a referent en certes llengües: egipci «se'n va en misses o ciris» (Osiris), sànscrit «l'ase brama» (Brama), portuguès «ho porto a sobre» (Porto). Un cas semblant en anglès és l'homòfon sacsons amb l'etnònim saxons.
Per l'àrab s'usa la locució «a la babalà» que realment és d'origen àrab ('alà bâb Al-lâh equivalent a «Déu li'n doni»). El siríac «en Fabra té una cabra sobre cada arbre» evoca l'expressió abracadabra i la màgia dels contes de Les mil i una nits. El llatí «et demano estam i em surts amb corda» remet a la locució sursum corda.
El polonès es caracteritza per la repetició del sufix -ski, i el seu femení -ska, que testimonien la intuïció del seu rol morfològic (per exemple, «si té basca que busqui qui el refresqui»). El mateix recurs és usat en l'alemany amb la desinència -en dels infinitius i de molts plurals («es mullen i es taquen»). Per l'anglès s'usa el morfema -in per la desinència -ing dels gerundis. Per l'italià es repeteixen mots acabats en -i, que són característics del plural, a més de la ela geminada per la geminació característica italiana («En Celdoni fa un tiberi de vi xarel·lo amb allioli»).
En llengües properes s'usa la paronímia de traduccions per falsos amics: en francès «un jornal fa de bon suar» (journal, bon soir), «amb fang del carrer m'ha embrutat el cotó» (enfant, carré, couteau); en anglès amb seqüències com «mai cap» (my cap), «no es moquin» (no smoking), «got» (verb to get), «hi és» (yes).
En alguns casos les paronímies funcionen amb la pronúncia del català oriental i en d'altres del català occidental. Així, cotó pel francès i broda i moda per l'anglès funcionen amb la neutralització de les vocals àtones; en canvi, bon suar pel francès demana la realització de la erra final com en valencià, i les formes italianes i llatines són sense neutralització de vocals àtones. En altres casos cal usar una pronúncia col·loquial, així «haver-hi hagut» sona a l'anglès very good si no es pronuncia formalment.

La inclusió del castellà es mostra particularment difícil d'encaixar en aquesta estructura. La llengua introduïda en la fonètica catalana només s'havia de reconèixer en trets característics, i fàcilment tot intent corre el risc de passar per un castellanisme i acabar sent una caricatura del català. En algunes edicions no s'inclou el castellà i en d'altres es fan intents no reeixits. Esteve Suñol diu explícitament que els trets castellans provenen del moro i que no han arrelat en català. Artur Cuyà utilitza un recurs que s'havia posat de moda durant el Barroc: les composicions que es poden llegir en dues llengües.
1. 1 2  Binoba, Roch «La llengua catalana» (Viquitexts). Lo Xanguet [Barcelona], 1865, pàg. 11 [Consulta: 27 desembre 2019].
2. ↑  Cuyàs, Artur «La mare de las llenguas» (Viquitexts). La Llumanera de Nova York, núm. 30, 10-1877, pàg. 2 [Consulta: 28 desembre 2019].
3. ↑  Cuyàs, Artur «La llengua inglesa: Carta de un pagés arribat á Nova York á un company seu en Catalunya» (Viquitexts). La Llumanera de Nova York, núm. 3, 1-1875, pàg. 7 [Consulta: 13 desembre 2019].
4. ↑  Marramau «La llengua catalana es la mare de totas las llenguas» (Viquitexts). Almanach de La Esquella de la Torratxa, 1895, pàg. 90-93 [Consulta: 30 desembre 2019].
5. ↑  Suñol, Esteve «La llengua catalana al cel» (Viquitexts). La Veu de Catalunya, núm. 390-391, 28-01-1900 [Consulta: 30 desembre 2019].
6. ↑  Caminos, Enrique (recopilació). Exemples pera demostrar que la llengua catalana es la mare de totes les llengues.  Barcelona: Diario del Salvador, 19??.
7. ↑   «La llengüa universal» (Viquitexts). En Patufet, núm. 308, 369, 372-373, 376, gener-març 1911 [Consulta: 31 desembre 2019].
8. ↑  Birnbaum, W. El idioma catalán considerado como origen de todas las lenguas.  Buenos Aires: Linotipia Dinámica, 1913.
9. ↑   El català pare de totes les llengües.  Barcelona: Fills de R. Ferrer Fàbrica de Sobres, [194?].[Enllaç no actiu]
10. ↑   El català, mare de totes les llengües (humorada fonètica): Entrebancs i jocs de paraules humorístics.  Barcelona: Millà, 1979 (Biblioteca Popular). ISBN 84-7304-032-5.